# شهرستان مارسابیت
شهرستان مارسابیت (به لاتین: Marsabit County) یک منطقهٔ مسکونی در کنیا است. شهرستان مارسابیت ۷۰٬۶۹۱ کیلومترمربع مساحت و ۲۹۱٬۱۶۶ نفر جمعیت دارد.